# Sette santi fondatori

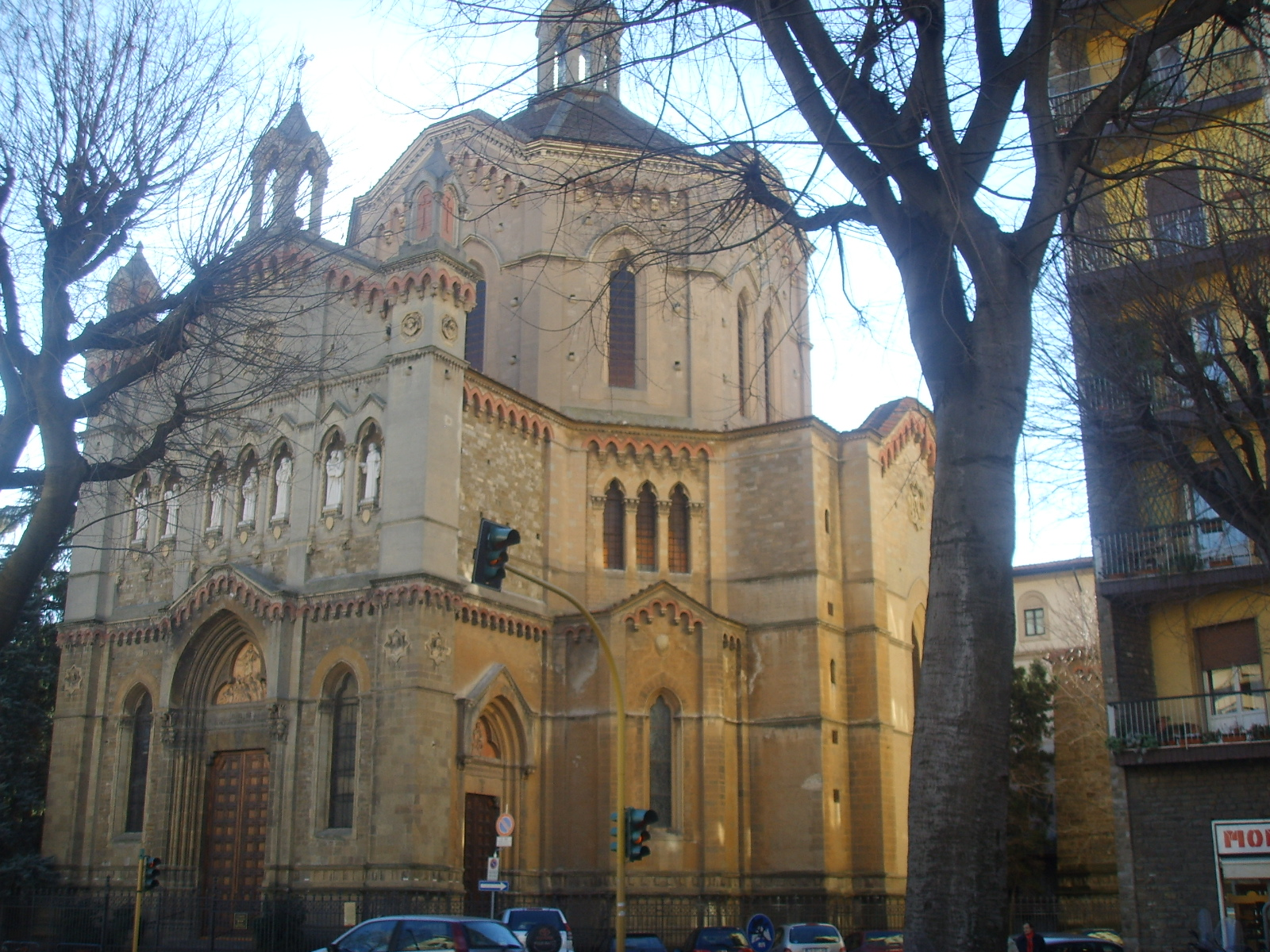
Chiesa dei Sette Santi Fondatori, a Firenze

I sette santi fondatori sono i primi padri fondatori dell'Ordine dei servi di Maria (OSM).

## Storia
Secondo la Legenda de Origine Ordinis, la principale fonte letteraria datata ai primi decenni del secolo XIV, fu un gruppo di sette persone, tutti amici mercanti benestanti fiorentini (n. 15), chiamato septem viri (11 volte nella Legenda), septem fratres (8 volte) che decisero di riunirsi nella Societas Sanctae Mariae (n. 18) in grande amicizia (n. 29). La lor fede nella Madonna li portò a chiamarsi "servi di Santa Maria" e a "dedicarsi al suo servizio" (n. 18). Nel 1233 decisero di riunirsi in vita comunee e subito furono da tutti comunemente chiamati "frati servi della Beata Vergine Maria"(n. 32).
Dopo aver disposto delle loro case e delle loro famiglie, e lasciando a queste ultime il necessario, distribuirono il resto ai poveri e alle chiese; "presero tutti dapprima un mantello ed una tonaca di panno bigio" (n. 30); si ritirarono tutti e sette in una casupola posta fuori della città (n. 31). Il fascino della loro santità attirò quotidianamente visitatori senza numero, per cui venivano "continuamente impediti nel loro desiderio di contemplazione". Decisero perciò di ritirarsi sul Montesenario, a 18 km da Firenze e, come scrive la Legenda, «Dio mostrò questo Monte mediante ispirazione ai detti nostri Padri e li animò ad ascendervi e ad abitarvi, per soddisfare al loro desiderio.» (n. 40).
Sul Montesenario edificarono un mistico tabernacolo, fondato sull'umiltà, costruito con la loro concordia, conservato dalla loro povertà, abbellito dalla loro purezza e completato col loro buon esempio (n. 44). I Sette in seguito incominciarono ad accettare soci alla loro vita di preghiera e di penitenza e a fondare altri conventi (nn. 48 e 49). Nel 1244-1245 strinsero amicizia, a Firenze, con san Pietro Martire da Verona, domenicano, che, sempre secondo la Legenda, ebbe conferma dalla Madonna della Regola di Sant'Agostino, all'abito e al nome del nuovo Ordine Religioso (nn. 52, 53).

## I nomi dei sette santi
Queste le singole figure dei sette santi fondatori, i cui cognomi furono aggiunti solo nei secoli XV-XVI.
- Buonagiunta da Firenze (Manetti), documentato il 7 ottobre 1251; priore generale nel 1256; deceduto nel 1257; fu sepolto a Montesenario, vicino all'altare maggiore della chiesa.
- Buonfiglio da Firenze (Monaldi), secondo la tradizione il primo dei sette e loro capo; priore di Montesenario il 17 marzo 1250, allorché il vescovo di Siena Buonfiglio concedette licenza per la costruzione in città della chiesa e del convento di Santa Maria di Cafaggio, oggi basilica della Santissima Annunziata di Firenze. Nel 1251-1252 visse anche lui a Cafaggio, dove ricevette nell'Ordine il giovane Filippo Benizi. Morì, secondo la tradizione, il 1º gennaio 1262 e fu sepolto a Montesenario.
- Amadio da Firenze (Amidei), che pare abbia trascorso tutta la vita nel convento di Montesenario. La tradizione vuole che, alla sua morte avvenuta nel 1266, tutti i Padri vedessero una fiamma di fuoco salire in alto, segno e simbolo questo del suo amore verso Dio, come indica il suo nome.[2]
- Manetto da Firenze (dell'Antella), priore del convento di Lucca nel 1264, fu eletto nel 1265 Generale dell'Ordine. Rinunziò al generalato nel 1267 ed ebbe per successore Filippo Benizi.
- Uguccione da Firenze (Uguccioni), forse priore di Montesenario nel 1259, di famiglia a Città di Castello il 21 agosto 1255, e compagno di Sostegno e di Filippo allorché quest'ultimo, secondo la Legenda B. Philippi del secolo XIV, guarì un povero lebbroso. Morì nel 1282, a Montesenario, dopo essere ritornato dal Capitolo generale di Viterbo, nello stesso giorno e nella stessa ora dell'amico Sostegno.
- Sostegno da Firenze (Sostegni), ricordato nella Legenda de Origine anche come zio di fra Lapo da Firenze (28); forse vicario generale in Francia. Morì nel 1282 (v. sopra) e fu sepolto insieme agli altri fondatori a Montesenario.
- Alessio Falconieri, il più noto dei sette santi. Umile, desideroso di penitenza, anche in vecchiaia si dedicò ai lavori materiali e alla cerca (elemosina casa per casa), nonostante gli incomodi dell'età e della stagione (Legenda de Origine). Protesse i giovani dell'Ordine e impiegò i danari delle vestimenta che gli spettavano (un'usanza dei Servi) per inviare i più meritevoli di loro a studiare alla Sorbona di Parigi. Visse quasi 110 anni e morì nel 1310.

## Il culto
I sette santi fondatori furono canonizzati da papa Leone XIII il 15 gennaio 1888. La loro festa è celebrata il 17 febbraio o il 12 febbraio nell'antica data tradizionale rispettata dalla messa tridentina.